# Gene Hackman
Eugene Allen Hackman, detto Gene (San Bernardino, 30 gennaio 1930 – Santa Fe, 18 febbraio 2025), è stato un attore statunitense.
Vincitore di due Oscar su cinque candidature, quattro Golden Globe (di cui uno alla carriera), due BAFTA, un Orso d'argento e molti altri premi. Hackman ha vestito fin dagli anni sessanta i panni del cattivo per antonomasia, interpretando personaggi corrotti, spietati, amorali, connotandoli con cinico sarcasmo: lo sguardo forte, incisivo ma al tempo stesso ironico ha esaltato la sua «capacità di impersonare uomini burberi, spicci e dal convincente realismo».
Tra i tanti personaggi interpretati si ricordano: il segretario alla difesa gelido e nervoso di Senza via di scampo (1987); l'abile, spietato e sprezzante addomesticatore di giurie in La giuria (2003), il presidente freddo e cinico di Potere assoluto (1997), il poliziotto in bilico tra la mala e la giustizia de Il braccio violento della legge (1971), il duro e intransigente sceriffo Little Bill Dagget de Gli spietati (1992), l'agente federale dai modi spicci e diretti di Mississippi Burning - Le radici dell'odio (1988), il rubicondo e irascibile sbandato de Lo spaventapasseri (1973), il supercriminale Lex Luthor, antagonista di Superman, nell'omonimo film del 1978 e nei sequel Superman II (1980) e Superman IV (1987). Non mancano nella sua carriera personaggi più leggeri, come l'eremita cieco Abelardo in Frankenstein Junior (1974), il politico ambizioso in Piume di struzzo (1995) o l'estroso padre di famiglia Royal ne I Tenenbaum (2001). La sua ultima interpretazione è del 2004 nel film Due candidati per una poltrona, mentre nel 2008 ha annunciato il suo ritiro dalle scene.
Dal 2022 fino al 2025, anno della sua scomparsa, è stato l'attore vivente più anziano vincitore del Premio Oscar per la migliore interpretazione maschile, sia da protagonista che da non protagonista.

## Biografia

### Giovinezza
Figlio di Lyda Gray ed Eugen Ezra Hackman, aveva un fratello di nome Richard. La famiglia Hackman si spostò da un posto all'altro fino a giungere a Danville nell'Illinois, nella casa della nonna materna, Beatrice. I suoi genitori divorziarono quando aveva 13 anni; la madre morì nel 1962 perché il letto su cui fumava prese fuoco.
A 16 anni entrò nei Marines, dove prestò servizio come radio-operatore per quattro anni e mezzo; si trasferì poi a New York, occupandosi in diversi lavoretti. Dopo aver frequentato per sei mesi giornalismo all'Università dell'Illinois, all'età di 22 anni decise di diventare attore. In seguito al matrimonio con Faye Maltese che lo incoraggiò a cercare di realizzare il suo sogno di diventare attore, tornò in California e si iscrisse alla Pasadena Playhouse.

### Gli inizi e gli anni sessanta

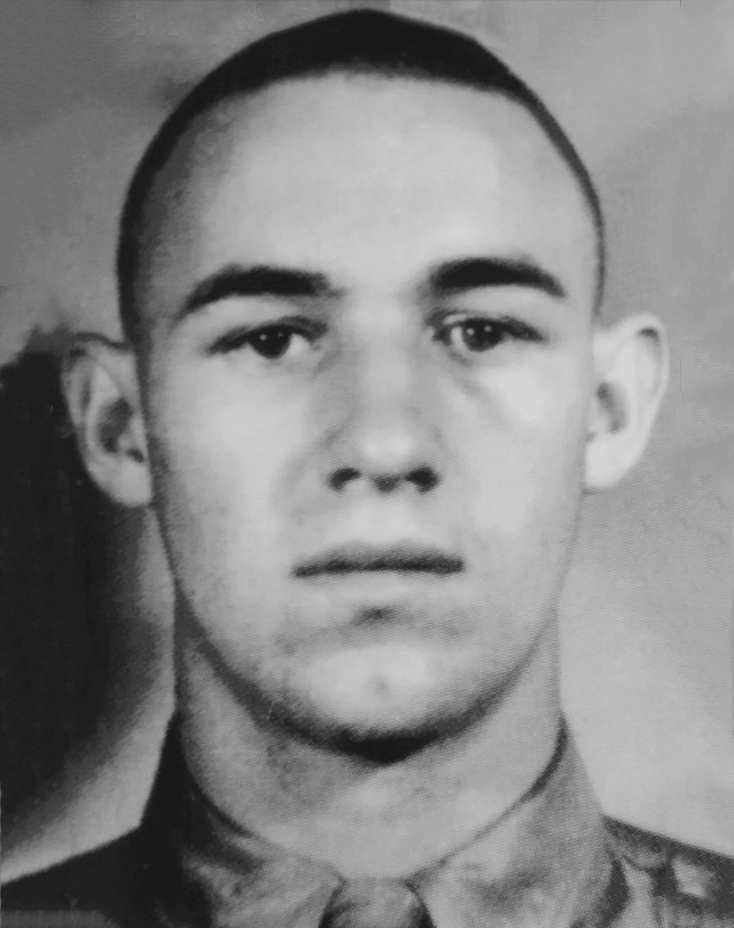
Gene Hackman nel corpo dei Marines

Il suo esordio sul piccolo schermo arrivò agli inizi degli anni sessanta in alcuni musical, come Ride with Terror (1963), che gli aprirono la strada nel cinema. Il suo primo ruolo di rilievo fu in Lilith - La dea dell'amore (1964), con Warren Beatty nel ruolo del protagonista, mentre due anni dopo prese parte al film Hawaii (1966) con Julie Andrews e Max von Sydow. Per il suo ruolo da co-protagonista in Gangster Story (1967), Hackman ottenne la sua prima candidatura agli Oscar e ai Golden Globe come attore non protagonista.
Nei successivi due anni seguirono altre interpretazioni soprattutto da co-protagonista, come in Gli spericolati (1969) con Robert Redford, I temerari (1969), insieme a Burt Lancaster, e Abbandonati nello spazio (1969) con protagonista Gregory Peck.

### Anni settanta e ottanta
Nel 1970 venne nuovamente candidato, sempre come attore non protagonista, sia agli Oscar sia ai Golden Globe, per Anello di sangue, al fianco di Melvyn Douglas e Estelle Parsons. L'anno successivo ottenne la fama internazionale per l'interpretazione del poliziotto anarcoide Jimmy "Popeye" Doyle in Il braccio violento della legge (1971), dove recitò insieme a Roy Scheider; grazie al film Hackman ottenne il suo primo premio Oscar al miglior attore e si affermò come uno dei migliori attori dell'epoca. Seguirono, sempre col ruolo di protagonista, le interpretazioni in L'avventura del Poseidon (1972) e soprattutto in La conversazione (1974) di Francis Ford Coppola, dove regalò un'altra delle interpretazioni più ricordate del suo repertorio, quella dell'investigatore Harry Caul. Con quest'ultimo film si aggiudicò il National Board of Review Award.
Il 1974 fu anche l'anno in cui si cimentò in uno dei suoi ruoli più comici, con un cameo in Frankenstein Junior, per la regia di Mel Brooks. Hackman, irriconoscibile, interpretò l'eremita cieco che incontrò la creatura interpretata da Peter Boyle. La scena divenne memorabile con la gag della minestra bollente versata sul povero mostro. L'anno successivo riprese il ruolo di Popeye Doyle in Il braccio violento della legge Nº 2 (1975). Verso la fine degli anni settanta fece parte del cast corale di stelle in Quell'ultimo ponte (1977), mentre l'anno dopo venne scelto per interpretare il malvagio Lex Luthor in Superman (1978), dove recitarono anche Christopher Reeve e Marlon Brando. Riprese il ruolo nel seguito Superman II (1980). Numerosi furono i progetti a cui Hackman preferì rinunciare: rifiutò infatti la parte di Randle McMurphy in Qualcuno volò sul nido del cuculo (1975), andata poi a Jack Nicholson, quella di Ron Neary in Incontri ravvicinati del terzo tipo (1977), affidata a Richard Dreyfuss e quella dello sceriffo Teasle in Rambo (1982) assegnata poi a Brian Dennehy.
Nel 1981 prese parte in un ruolo secondario al film Reds diretto da Warren Beatty e interpretato da Beatty, Diane Keaton e Jack Nicholson. Il film fu un successo sia di critica sia di pubblico, ottenendo dodici candidature agli Oscar, vincendone tre (miglior regia, attrice non protagonista e fotografia). Tornò sugli schermi nel 1983 per recitare nello sfortunato Eureka, mentre ebbe maggiori consensi con Due volte nella vita (1985), ottenendo una candidatura ai Golden Globe. Dopo alcuni flop commerciali come Target - Scuola omicidi (1985) e Power - Potere (1986), riconquistò grande successo con le pellicole successive Colpo vincente (1986) e Senza via di scampo (1987), quest'ultimo co-interpretato insieme a Kevin Costner: nello stesso anno tornò a interpretare Lex Luthor in Superman IV (1987), mentre accettò di prendere parte al film Un'altra donna di Woody Allen. Nel 1989 offrì un'altra delle migliori interpretazioni della sua carriera in Mississippi Burning - Le radici dell'odio. Il film ottenne uno strepitoso successo, e Hackman vinse l'Orso d'argento a Berlino come miglior attore, oltre a ottenere la quarta candidatura agli Oscar.

### Anni novanta e duemila

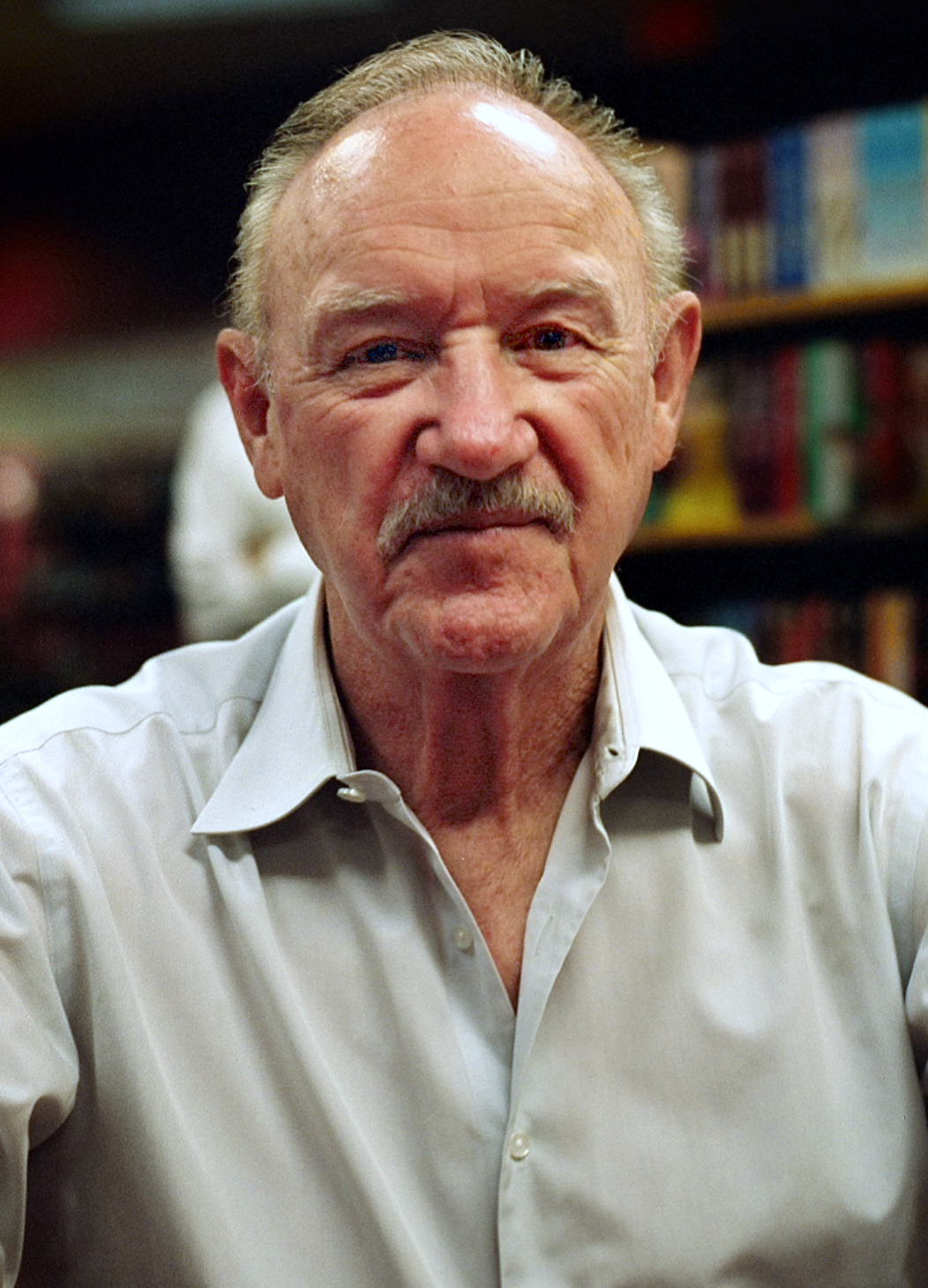
Gene Hackman nel 2008

Nel 1990 Hackman venne sottoposto a un intervento al cuore. Questo problema di salute lo tenne per un po' lontano dal grande schermo, tuttavia trovò il tempo per un ruolo in Rischio totale (1990), remake di Le jene di Chicago, mentre l'anno dopo rifiutò di dirigere e interpretare Il silenzio degli innocenti. Nel 1992 interpretò il violento sceriffo Bill Daggett nel western Gli spietati, film diretto da Clint Eastwood e interpretato insieme a Morgan Freeman. Con questo ruolo conquistò un secondo Oscar, questo volta però è al miglior attore non protagonista, oltre a ricevere numerosi altri premi internazionali come il Golden Globe, il Premio BAFTA e altri riconoscimenti minori. Lavorò poi con Tom Cruise in Il socio (1993), mentre nel 1995 interpretò John Herod in Pronti a morire, oltre che Frank Ramsey in Allarme rosso, in un memorabile duetto con Denzel Washington.
Nel 1997 lavorò di nuovo al fianco di Clint Eastwood in Potere assoluto, dove interpretò un cinico presidente degli Stati Uniti d'America. Fu protagonista, insieme a Will Smith in Nemico pubblico (1998), film che per certi versi si rifece a La conversazione (1974). Durante il decennio prese parte anche a Piume di struzzo (1995), col cui cast vinse lo Screen Actors Guild Award, L'ultimo appello (1996), Twilight (1998), insieme a Paul Newman e Under Suspicion (2000), al fianco di Morgan Freeman.
Nel 2001 prese parte a diverse pellicole: la commedia Heartbreakers - Vizio di famiglia, il thriller Il colpo, mentre vinse per la terza volta il Golden Globe per I Tenenbaum, nel quale recitò nei panni del patriarca di una numerosa famiglia, collaborando con Ben Stiller, Gwyneth Paltrow, i fratelli Luke e Owen Wilson e Anjelica Huston. Lavorò nuovamente al fianco di Owen Wilson in Behind Enemy Lines - Dietro le linee nemiche (2001).
Recitò insieme a John Cusack, Rachel Weisz e Dustin Hoffman in La giuria (2003), dove interpretò il subdolo manovratore di giurie Rankin Fitch. Nel 2003 gli venne assegnato un Golden Globe alla carriera per il suo contributo di oltre 40 anni all'industria cinematografica. L'anno seguente affiancò Ray Romano nella commedia Due candidati per una poltrona, l'ultimo film a cui prese parte prima del suo ritiro nel 2004 e della sua morte nel 2025.
Nel 2004, ospite di Larry King, dichiarò di non avere film in programma per il futuro e nel 2008, alla presentazione di un suo libro, confermò di essersi ritirato dalle scene. Ciononostante, venne comunque successivamente coinvolto in alcuni documentari di natura biografica. Nel 2009, insieme a numerose altre stelle di Hollywood, prese parte al documentario I Knew It Was You in ricordo dell'attore John Cazale.

### Morte
Hackman è stato trovato morto il 26 febbraio 2025 nella sua residenza di Santa Fe, nel Nuovo Messico. Accanto a lui sono stati rinvenuti i corpi della moglie, la pianista Betsy Arakawa (in avanzato stato di decomposizione) e di uno dei loro cani. In una conferenza stampa a Santa Fe il 7 marzo, la polizia e il capo medico legale hanno dichiarato che Hackman «probabilmente è morto intorno al 18 febbraio» per una grave cardiopatia complicata da una malattia di Alzheimer allo stadio avanzato e da una nefropatia. La moglie, che se ne prendeva cura, sarebbe perita una settimana prima per sindrome polmonare da hantavirus.

## Vita privata
Nel 1956 si sposò con Fay Maltese (1928-2017), dalla quale ebbe tre figli: Christopher Allen, Elizabeth Jean e Leslie Anne. Divorziò nel 1986 dopo trent'anni di matrimonio. Nel 1991 si risposò con la musicista Betsy Arakawa (1959-2025), con cui era fidanzato da sette anni.

## Politica
Hackman è stato un sostenitore del Partito Democratico e si è definito "orgoglioso" di essere stato incluso nella lista dei nemici di Richard Nixon. Tuttavia, ha parlato con affetto del presidente repubblicano Ronald Reagan.

## Omaggi
Gli è stato dedicato un asteroide, 55397 Hackman.

## Filmografia

### Cinema
- Gangster contro gangster (Mad Dog Coll), regia di Burt Balaban (1961) - non accreditato
- Lilith - La dea dell'amore (Lilith), regia di Robert Rossen (1964)
- Hawaii, regia di George Roy Hill (1966)
- Non c'è posto per i vigliacchi (First to Fight), regia di Christian Nyby (1967)
- L'uomo che uccise il suo carnefice (A Covenant with Death), regia di Lamont Johnson (1967)
- Community Shelter Planning, regia di Mark Isaacs – cortometraggio (1967)
- Il club degli intrighi (Banning), regia di Ron Winston (1967)
- Gangster Story (Bonnie and Clyde), regia di Arthur Penn (1967)
- I sei della grande rapina (The Split), regia di Gordon Flemyng (1968)
- La rivolta (Riot), regia di Buzz Kulik (1969)
- I temerari (The Gypsy Moths), regia di John Frankenheimer (1969)
- Gli spericolati (Downhill Racer), regia di Michael Ritchie (1969)
- Abbandonati nello spazio (Marooned), regia di John Sturges (1969)
- Anello di sangue (I Never Sang for My Father), regia di Gilbert Cates (1970)
- Le mogli (Doctor's Wives), regia di George Schaefer (1971)
- Il giorno dei lunghi fucili (The Hunting Party), regia di Don Medford (1971)
- Il braccio violento della legge (The French Connection), regia di William Friedkin (1971)
- Per 100 chili di droga (Cisco Pike), regia di Bill L. Norton (1971)
- Arma da taglio (Prime Cut), regia di Michael Ritchie (1972)
- L'avventura del Poseidon (The Poseidon Adventure), regia di Ronald Neame (1972)
- Lo spaventapasseri (Scarecrow), regia di Jerry Schatzberg (1973)
- La conversazione (The Conversation), regia di Francis Ford Coppola (1974)
- Una donna chiamata moglie (Zandy's Bride), regia di Jan Troell (1974)
- Frankenstein Junior (Young Frankenstein), regia di Mel Brooks (1974)
- Bersaglio di notte (Night Moves), regia di Arthur Penn (1975)
- Stringi i denti e vai! (Bite the Bullet), regia di Richard Brooks (1975)
- Il braccio violento della legge Nº 2 (French Connection II), regia di John Frankenheimer (1975)
- In tre sul Lucky Lady (Lucky Lady), regia di Stanley Donen (1975)
- Il principio del domino: la vita in gioco (The Domino Principle), regia di Stanley Kramer (1977)
- Quell'ultimo ponte (A Bridge Too Far), regia di Richard Attenborough (1977)
- La bandera - Marcia o muori (March Or Die), regia di Dick Richards (1977)
- Superman, regia di Richard Donner (1978)
- Superman II, regia di Richard Lester (1980)
- Tutta una notte (All Night Long), regia di Jean-Claude Tramont (1981)
- Reds, regia di Warren Beatty (1981)
- Eureka, regia di Nicolas Roeg (1983)
- Sotto tiro (Under Fire), regia di Roger Spottiswoode (1983)
- Fratelli nella notte (Uncommon Valor), regia di Ted Kotcheff (1983)
- L'ultimo sole d'estate - Incompreso (Misunderstood), regia di Jerry Schatzberg (1984)
- Due volte nella vita (Twice in a Lifetime), regia di Bud Yorkin (1985)
- Target - Scuola omicidi (Target), regia di Arthur Penn (1985)
- Power - Potere, regia di Sidney Lumet (1986)
- Colpo vincente (Hoosiers), regia di David Anspaugh (1986)
- Superman IV (Superman IV: The Quest for Peace), regia di Sidney J. Furie (1987)
- Senza via di scampo (No Way Out), regia di Roger Donaldson (1987)
- Boxe (Split Decision), regia di David Drury (1988)
- Bat*21, regia di Peter Markle (1988)
- L'ultima luna d'agosto (Full Moon in Blue Water), regia di Peter Masterson (1988)
- Un'altra donna (Another Woman), regia di Woody Allen (1988)
- Mississippi Burning - Le radici dell'odio (Mississippi Burning), regia di Alan Parker (1988)
- Uccidete la colomba bianca (The Package), regia di Andrew Davis (1989)
- Poliziotti a due zampe (Loose Cannons), regia di Bob Clark (1990)
- Cartoline dall'inferno (Postcards from the Edge), regia di Mike Nichols (1990)
- Rischio totale (Narrow Margin), regia di Peter Hyams (1990)
- Conflitto di classe (Class Action), regia di Michael Apted (1990)
- Spie contro (Company Business), regia di Nicholas Meyer (1991)
- Gli spietati (Unforgiven), regia di Clint Eastwood (1992)
- Il socio (The Firm), regia di Sydney Pollack (1993)
- Geronimo (Geronimo: An American Legend), regia di Walter Hill (1993)
- Wyatt Earp, regia di Lawrence Kasdan (1994)
- Pronti a morire (The Quick and the Dead), regia di Sam Raimi (1995)
- Allarme rosso (Crimson Tide), regia di Tony Scott (1995)
- Get Shorty, regia di Barry Sonnenfeld (1995)
- Piume di struzzo (The Birdcage), regia di Mike Nichols (1996)
- Extreme Measures - Soluzioni estreme (Extreme Measures), regia di Michael Apted (1996)
- L'ultimo appello (The Chamber), regia di James Foley (1996)
- Potere assoluto (Absolute Power), regia di Clint Eastwood (1997)
- Twilight, regia di Robert Benton (1998)
- Nemico pubblico (Enemy of the State), regia di Tony Scott (1998)
- Under Suspicion, regia di Stephen Hopkins (2000)
- Le riserve (The Replacements), regia di Howard Deutch (2000)
- The Mexican - Amore senza sicura (The Mexican), regia di Gore Verbinski (2001)
- Heartbreakers - Vizio di famiglia (Heartbreakers), regia di David Mirkin (2001)
- Il colpo (Heist), regia di David Mamet (2001)
- I Tenenbaum (The Royal Tenenbaums), regia di Wes Anderson (2001)
- Behind Enemy Lines - Dietro le linee nemiche (Behind Enemy Lines), regia di John Moore (2001)
- La giuria (Runaway Jury), regia di Gary Fleder (2003)
- Due candidati per una poltrona (Welcome to Mooseport), regia di Donald Petrie (2004)

### Televisione
- The United States Steel Hour – serie TV, 8 episodi (1959-1962)
- Brenner – serie TV, episodi 1x08, 2x02, 2x08 (1959-1964)
- Tallahassee 7000 – serie TV, episodio 1x20 (1961)
- La parola alla difesa (The Defenders) – serie TV, episodi 1x01, 2x30 (1961-1963)
- Look Up and Live – serie TV, 1 episodio (1963)
- La città in controluce (Naked City) – serie TV, episodio 4x21 (1963)
- Route 66 – serie TV, episodio 3x29 (1963)
- Ride with Terror, regia di Ron Winston – film TV (1963)
- The DuPont Show of the Week – serie TV, episodio 3x09 (1963)
- Assistente sociale (East Side/West Side) – serie TV, episodio 1x13 (1963)
- Le cause dell'avvocato O'Brien (The Trials of O'Brien) – serie TV, episodio 1x22 (1966)
- Directions – serie TV, 1 episodio (1966)
- Hawk l'indiano (Hawk) – serie TV, episodio 1x01 (1966)
- F.B.I. (The F.B.I.) – serie TV, episodio 2x17 (1966)
- Gli invasori (The Invaders) – serie TV, episodio 2x07 (1967)
- Iron Horse – serie TV, episodio 2x07 (1967)
- CBS Playhouse – serie TV, episodio 1x04 (1968)
- Le spie (I Spy) – serie TV, episodio 3x20 (1968)
- Insight – serie TV, episodio 1x328 (1968)
- Ombre sulla nazione (Shadow on the Land), regia di Richard C. Sarafian – film TV (1968)
- Laugh-In – serie TV, episodio 5x21, 5x23 (1968)

### Documentari
- Formula 1 - Febbre della velocità, regia di Mario Morra, Ottavio Fabbri, Oscar Orefici (1978)
- Il mondo segreto di Antz (The Secret World of Antz) – cortometraggio (1998)
- I Knew It Was You (I Knew It Was You: Rediscovering John Cazale), regia di Richard Shepard (2009)
- Eastwood Directs: The Untold Story, regia di Richard Schickel (2013)
- The Unknown Flag Raiser of Iwo Jima, regia di Brian V. O'Toole (2016) - narratore
- We, the Marines, regia di Greg MacGillivray (2017) - narratore
- Clint Eastwood: L'eredità cinematografica (Clint Eastwood: A Cinematic Legacy), regia di Gary Leva (2021)

## Doppiaggio
- Due come noi (Two of a Kind), regia di John Herzfeld (1983) - non accreditato
- Superman IV (Superman IV: The Quest For Peace), regia di Sidney J. Furie (1987)
- Z la formica (Antz), regia di Eric Darnell e Tim Johnson (1998)
- The Unknown Flag Raiser of Iwo Jima, regia di Brian V. O'Toole – film TV (2016)
- We, the Marines, regia di Greg MacGillivray – cortometraggio (2017) - narratore

## Riconoscimenti
- Premio Oscar
  - 1968 – Candidatura al miglior attore non protagonista per Gangster Story[27]
  - 1971 – Candidatura al miglior attore non protagonista per Anello di sangue[28]
  - 1972 – Miglior attore protagonista per Il braccio violento della legge[29]
  - 1989 – Candidatura al miglior attore protagonista per Mississippi Burning - Le radici dell'odio[30]
  - 1993 – Miglior attore non protagonista per Gli spietati[31]
- Golden Globe
  - 1972 – Miglior attore in un film drammatico per Il braccio violento della legge[2]
  - 1975 – Candidatura al miglior attore in un film drammatico per La conversazione[2]
  - 1976 – Candidatura al miglior attore in un film drammatico per Il braccio violento della legge Nº 2[2]
  - 1984 – Candidatura al miglior attore non protagonista per Sotto tiro[2]
  - 1986 – Candidatura al miglior attore in un film drammatico per Due volti nella vita[2]
  - 1989 – Candidatura al miglior attore in un film drammatico per Mississippi Burning - Le radici dell'odio[2]
  - 1993 – Miglior attore non protagonista per Gli spietati[2]
  - 2002 – Miglior attore in un film commedia o musicale per I Tenenbaum[2]
  - 2003 – Golden Globe alla carriera[3]
- British Academy of Film and Television Arts
  - 1973 – Miglior attore protagonista per Il braccio violento della legge e L'avventura del Poseidon[4]
  - 1975 – Candidatura al miglior attore protagonista per La conversazione[32]
  - 1976 – Candidatura al miglior attore protagonista per Il braccio violento della legge Nº 2 e Bersaglio di notte[33]
  - 1979 – Candidatura al miglior attore non protagonista per Superman[34]
  - 1993 – Miglior attore non protagonista per Gli spietati[5]
- David di Donatello
  - 1989 – Candidatura al miglior attore straniero per Mississippi Burning - Le radici dell'odio
- Festival internazionale del cinema di Berlino
  - 1989 – Orso d'argento per il miglior attore per Mississippi Burning - Le radici dell'odio[6]
- National Board of Review
  - 1972 – Miglior attore per Il braccio violento della legge
  - 1974 – Miglior attore per La conversazione
  - 1988 – Miglior attore per Mississippi Burning - Le radici dell'odio
- National Society of Film Critics Awards
  - 1968 – Miglior attore non protagonista per Gangster Story
  - 1971 – Candidatura al miglior attore protagonista per Il braccio violento della legge
  - 1982 – Candidatura al miglior attore protagonista per Tutta una notte
  - 1989 – Candidatura al miglior attore protagonista per Mississippi Burning - Le radici dell'odio
  - 1993 – Miglior attore non protagonista per Gli spietati
  - 2002 – Miglior attore protagonista per I Tenenbaum
- Boston Society of Film Critics
  - 1992 – Miglior attore non protagonista per Gli spietati
  - 2001 – Candidatura al miglior attore per I Tenenbaum
- Chicago Film Critics Association Awards
  - 1989 – Candidatura al miglior attore protagonista per Mississippi Burning - Le radici dell'odio
  - 1993 – Candidatura al Miglior attore non protagonista per Gli spietati
  - 1996 – Candidatura al miglior attore non protagonista per Get Shorty
  - 2002 – Miglior attore protagonista per I Tenenbaum
- Kansas City Film Critics Circle Awards
  - 1971 – Miglior attore per Il braccio violento della legge
  - 1992 – Miglior attore non protagonista per Gli spietati
- Las Vegas Film Critics Society Awards
  - 2002 – Candidatura al miglior attore per I Tenenbaum
- Los Angeles Film Critics Association Awards
  - 1988 – Candidatura al miglior attore per Mississippi Burning - Le radici dell'odio, Bat*21, Un'altra donna, Boxe e L'ultima luna d'agosto
  - 1992 – Miglior attore non protagonista per Gli spietati
- New York Film Critics Circle Awards
  - 1969 – Candidatura al miglior attore non protagonista per Gli spericolati
  - 1971 – Miglior attore protagonista per Il braccio violento della legge
  - 1974 – Candidatura al miglior attore protagonista per La conversazione
  - 1975 – Candidatura al miglior attore protagonista per Bersaglio di notte
  - 1988 – Candidatura al miglior attore protagonista per Mississippi Burning - Le radici dell'odio
  - 1992 – Miglior attore non protagonista per Gli spietati
- Phoenix Film Critics Society Awards
  - 2002 – Candidatura al miglior attore protagonista per I Tenenbaum
  - 2002 – Miglior cast per I Tenenbaum (condiviso con tutto il cast)
- Satellite Awards
  - 1997 – Candidatura al miglior attore non protagonista in un film commedia o musicale per Piume di struzzo
  - 2002 – Candidatura al miglior attore in un film commedia o musicale per I Tenenbaum
- Screen Actors Guild Award
  - 1996 – Candidatura al miglior cast cinematografico per Get Shorty (condiviso con tutto il cast)
  - 1997 – Miglior cast cinematografico per Piume di struzzo (condiviso con tutto il cast)
- American Film Institute
  - 2001 – Attore cinematografico dell'anno per I Tenenbaum[35]
- Dallas-Fort Worth Film Critics Association Awards
  - 1993 – Miglior attore non protagonista per Gli spietati
- Sant Jordi Awards
  - 1975 – Miglior attore in un film straniero per La conversazione

## Doppiatori italiani
Nelle versioni in italiano dei suoi film, Gene Hackman è stato doppiato da:
- Sergio Fiorentini in Superman, Superman II, Fratelli nella notte, Target - Scuola omicidi, Power - Potere, Superman IV, Rischio totale (entrambi i doppiaggi), Conflitto di classe, Get Shorty, Piume di struzzo, L'ultimo appello, Twilight, Nemico pubblico, Le riserve, The Mexican - Amore senza la sicura, Heartbreakers - Vizio di famiglia, Il colpo, I Tenenbaum, Behind Enemy Lines - Dietro le linee nemiche, La giuria, Due candidati per una poltrona, I Knew It Was You
- Renato Mori ne 	La rivolta, Lo spaventapasseri, La conversazione, Una donna chiamata moglie, Bersaglio di notte, Il braccio violento della legge N° 2, In tre sul Lucky Lady, Il principio del domino: la vita in gioco, La bandera - Marcia o muori, Formula 1 - Febbre della velocità, Reds, Due volte nella vita, Uccidete la colomba bianca, Poliziotti a due zampe, Cartoline dall'inferno, Il socio, Geronimo, Wyatt Earp, Pronti a morire
- Sergio Rossi ne Il braccio violento della legge, Quell'ultimo ponte, Sotto tiro, L'ultima luna d'agosto
- Glauco Onorato in Tutta una notte, Eureka, Senza via di scampo
- Oreste Rizzini in Extreme Measures - Soluzioni estreme, Potere assoluto, Under Suspicion
- Carlo Alighiero ne Abbandonati nello spazio, Il giorno dei lunghi fucili
- Sergio Graziani in Per 100 chili di droga, Arma da taglio
- Giancarlo Padoan in Un'altra donna, Gli spietati
- Carlo Sabatini in Colpo vincente, Boxe
- Gianni Bonagura in Lilith - La dea dell'amore
- Sergio Tedesco in Hawaii
- Virginio Gazzolo in Gangster Story
- Roberto Villa in I temerari
- Rino Bolognesi ne Gli spericolati
- Sandro Sardone in Anello di sangue
- Giacomo Piperno in L'avventura del Poseidon
- Silvio Spaccesi in Frankenstein Junior
- Renzo Montagnani in Stringi i denti e vai!
- Gianni Musy in L'ultimo sole d'estate - Incompreso
- Bruno Alessandro in Bat*21
- Walter Maestosi in Mississippi Burning - Le radici dell'odio
- Marcello Tusco in Spie contro
- Mario Valgoi in Allarme rosso[Nota 1]
- Renato Cortesi in Superman (ridoppiaggio)

Da doppiatore è sostituito da:
- Sergio Fiorentini in Superman IV,[Nota 2] Z la formica
- Arturo Dominici in Due come noi